# Smaragdina cobosi
Smaragdina cobosi es una especie de insecto coleóptero de la familia Chrysomelidae.
Fue descrita científicamente en 1963 por Codina-Padilla.